# Protoneura caligata
Protoneura caligata – gatunek ważki z rodziny łątkowatych (Coenagrionidae). Dawniej wydzielany do monotypowego rodzaju Microneura i umieszczany w rodzinie Protoneuridae. Endemit Kuby.